# Carolina Tohá
Carolina Montserrat Tohá Morales (Santiago del Cile, 12 maggio 1965) è una politica cilena, appartenente al Partito per la Democrazia. È stata sindaca di Santiago del Cile dal 2012 al 2016 e, dal 6 settembre 2022, è ministra dell'interno e della sicurezza pubblica del Cile nel governo di Gabriel Boric.

## Biografia
È la figlia dell'ex ministro del Governo Allende José Tohá, torturato e assassinato dal regime di Pinochet nel 1974.
Avvocata e membro del Partito per la Democrazia, è stata deputata dal 2002 al 2009 ed è stata eletta per due volte consecutive conseguendo la prima maggioranza nel proprio distretto, ossia in n°. 22 della Regione Metropolitana di Santiago. A partire dal 12 marzo 2009 ricopre la funzione di Ministra della Segreteria Generale del Governo del Cile sotto il governo della socialista Michelle Bachelet Jeria ed è la prima deputata a rinunciare il proprio incarico al Congresso Nazionale Cileno per assumere la carica di ministro.
Ha studiato legge alla facoltà di Diritto all'Universidad de Chile e si è trasferita a Milano per ottenere il dottorato in legge. Incomincia la sua carriera politica nella federazione giovanile dell'Università e come sostenitrice della coalizione di centrosinistra Concertación de Partidos por la Democracia e nel frattempo si avvicina al Partito per la Democrazia, fondato da Ricardo Lagos Escobar. Dopo aver trascorso 6 anni a Milano ritorna in Cile per collaborare con il governo di centrosinistra.
Alle elezioni parlamentari del 1997 si è candidata ma non è stata eletta. Nel 2000 diventa sottosegretaria del Ministro della Segreteria della Presidenza. Nel 2001 si è ricandidata al Congresso ed è risultata eletta per poi essere rieletta nel 2005. Durante il governo della Bachelet collabora con il ministro dell'Istruzione per la nuova riforma educazionale. Successivamente viene nominata ministra dalla stessa Presidente.
Dal 6 dicembre 2012 al 2016 è stata eletta sindaca di Santiago del Cile.
Il 6 settembre 2022 viene nominata dal Presidente Boric per sostituire la Ministra dell’Interno e della Sicurezza Pubblica, Izkia Siches Pastén, nel suo esecutivo.